# 福井県道232号竹田東古市停車場線
福井県道232号竹田東古市停車場線（ふくいけんどう232ごう たけだひがしふるいちていしゃじょうせん）は福井県坂井市から吉田郡永平寺町を通る県道である。

## 概要
福井県道10号丸岡川西線上から路線が始まり、以降国道364号や国道416号と重複して永平寺口駅（旧：東古市駅）で終点となる。10 kmを超える路線であるが、単独区間はごく僅かで、永平寺口駅前の通りのみ。

### 路線データ
- 起点：福井県坂井市丸岡町山竹田
- 終点：福井県吉田郡永平寺町東古市 永平寺口駅
- 延長：11.1 km

## 接続路線
- 福井県道10号丸岡川西線（坂井市丸岡町山竹田、起点 - 同市丸岡町山口・山口交差点で重複）
- 福井県道259号龍ヶ鼻ダム公園線（坂井市丸岡町山口・山口交差点）
- 国道364号（坂井市丸岡町山口・山口交差点 - 吉田郡永平寺町東古市・東古市交差点で重複）

（国道364号重複区間内の接続路線）
- 福井県道17号勝山丸岡線・福井県道112号栃神谷鳴鹿森田線（坂井市丸岡町上久米田・上久米田交差点 - 吉田郡永平寺町鳴鹿山鹿・鳴鹿三叉路交差点で重複）

- 国道416号（国道364号旧道重複）（吉田郡永平寺町東古市・東古市交差点 - 同町東古市で重複）